# Джогин, Павел Павлович
Па́вел Па́влович Джо́гин (15 [27] февраля 1834, село Понуровка, Стародубский уезд, Черниговская губерния — 4 [16] февраля 1885, Санкт-Петербург) — русский живописец и график, пейзажист, представитель петербургского академизма пореформенной эпохи, ассоциируемый со школой Максима и Сократа Воробьевых; близкий друг и корреспондент Ивана Шишкина. Член Санкт-Петербургской артели художников (с 1863), академик Императорской Академии художеств (с 1867).

## Биография
Родился в 1834 году в Стародубском уезде Черниговской губернии; сын «вольнопрактикующего лекаря».
Сначала он учился в Черниговской гимназии, а затем поступил в Императорскою Академию художеств, где обнаружил признаки несомненного дарования и где по своим художественным успехам на курсе профессора С. М. Воробьёва всегда шел наряду со своими товарищами: Иваном Шишкиным, Александром Гине и Валерием Якоби.
Еще в бытность его воспитанником Академии, на её годичных выставках стали появляться его картины. Эти виды и этюды разных местностей окрестностей Санкт-Петербурга, Новгородской и Черниговской губерний заставляли предполагать, что из молодого художника со временем выйдет замечательный живописец русской природы. В период своего пребывания в Академии Джогин получил малую (1857) и большую (1859) серебряные медали.
В 1860 году Джогин, Гине и Шишкин обратились в Совет Академии художеств с просьбой о выдаче им денежного пособия на издание их этюдов посредством литографии. Совет постановил «за принимаемые ими на себя труды по опытам литографии выдать денежное вознаграждение в количестве 150 pублей серебром на всех трех и объявить им признательность Совета, а г. профессора Воробьева благодарить за успехи тех его учеников».
В 1863 году он был выпущен из Академии со званием классного художника и в том же году (23 апреля) он женился, что внесло коррективы в занятия творчеством. Вот что он написал в письме Ивану Шишкину в Швейцарию:
«Милейший Иван Иванович! Прежде всего надо искренне поблагодарить тебя за память обо мне. Потом сотню раз извиниться за то, что я так давно не написал тебе ни одной строчки. Причиной тому моя новая жизнь, которая, естественно, удалила меня несколько от мира сего и прилепила к жене. Многие считают женившегося человека даже погибшим: оно бывает, только не со мной. Я хоть и сделался нежным супругом, но и остальной мир меня интересует по-прежнему. Так, например, художественный задор разбирает меня сильнее прежнего. …В Академии у нас много фантастических улучшений и перемен. …Они с искусством не знают, что делать — кажется, все это от того, что никто из них его не любит и не понимает. …Пейзаж, один пейзаж пойдет наперекор всем запоздалым мудрецам художественного дела».
В 1868 году П. П. Джогин получил степень академика пейзажной живописи.
Дальнейшая художественная деятельность Джогина, ввиду его слабохарактерности и неудачно сложившимся жизненным обстоятельствам, не оправдала возлагавшихся на него надежд. В последние годы своей жизни, вынужденный работать исключительно для магазинов и вообще для художественного рынка, он писал свои картины без этюдов, не справляясь с натурою, на заученные мотивы и рутинными приемами; однако, и в этих вещах иногда проглядывали следы его дарования. Его картины появлялись на академических выставках с 1860 по 1876 год. Одна из лучших — «Вид в Дубках, близ Петербурга».
Его картины находятся в Третьяковской галерее, Эрмитаже, музеях Алма-Аты, Иркутска, Курска, Ташкента, Тюмени и других городов.
Павел Павлович Джогин умер в Санкт-Петербурге от рака горла в совершенной нищете 4 (16) февраля 1885 года.

## Галерея
- Пейзаж с рекой и рыбаком
- Зимний пейзаж
- Старая мельница
- Вечер
- Валаам. Никольский скит (1867)
- Утро над рекой (1875)
- Пейзаж на реке (1880)
- Пейзаж с рекой и рыбаком (1881)
- Финский пейзаж (1882)